# Saizo Saito
Saizo Saito (斎藤 才三 Saito Saizo?,  24 de septiembre de 1908 en Osaka - 2004) fue un futbolista japonés que se desempeñaba como guardameta.
Saito fue elegido para integrar la selección nacional de Japón para los Juegos del Lejano Oriente de 1930. En 1930, Saito jugó 2 veces para la selección de fútbol de Japón.

## Trayectoria

### Clubes
| Club          | País  | Año  |
| ------------- | ----- | ---- |
| Kwangaku Club | Japón | ???? |

### Selección nacional
| Selección | País  | Año  |
| --------- | ----- | ---- |
| Absoluta  | Japón | 1930 |

## Estadística de equipo nacional
| Selección de Japón | Selección de Japón | Selección de Japón |
| Año                | Part.              | Goles              |
| ------------------ | ------------------ | ------------------ |
| 1930               | 2                  | 0                  |
| Total              | 2                  | 0                  |

## Palmarés

### Títulos nacionales
| Título             | Club          | País  | Año  |
| ------------------ | ------------- | ----- | ---- |
| Copa del Emperador | Kwangaku Club | Japón | 1929 |
| Copa del Emperador | Kwangaku Club | Japón | 1930 |